# Raptor-Klasse
Die Raptor-Klasse ist eine Klasse von Doppelendfähren der britischen Reederei Red Funnel. Die Schiffe verbinden Southampton mit Cowes auf der Isle of Wight.

## Beschreibung
Der Entwurf der Fähren stammte vom Schiffbaubüro Burness Corlett & Partners. Die Schiffe wurden auf der Werft Ferguson Shipbuilders in Port Glasgow in Schottland gebaut. Sie ersetzten in den 1960er- und 1970er-Jahren gebaute Fähren: die 1965 gebaute Cowes Castle, die 1968 gebaute Norris Castle und die 1974 gebaute Netley Castle.
Die Schiffe waren ursprünglich mit zwei Autodecks und den darüberliegenden Aufbauten mit den Passagierdecks und der Brücke gebaut. Die Red Falcon und die Red Osprey waren mit 2881 BRZ, die Red Eagle mit 3.028 BRZ vermessen. Die Fahrzeugkapazität betrug 140 Pkw. Die drei Schiffe wurden in den Jahren 2003 (Red Osprey), 2004 (Red Falcon) und 2005 (Red Eagle) auf der Werft Gdańska Stocznia „Remontowa“ in Danzig umgebaut. Dabei wurden die ursprünglich 83,6 Meter langen Schiffe mit einer 9,6 Meter langen Sektion verlängert. Außerdem wurde über den vorhandenen Autodecks ein weiteres Autodeck eingebaut, wodurch sich die Kapazität um 80 Autos auf 220 Autos erhöhte. Hierfür wurde das Passagierdeck mit der darauf angebrachten Brücke angehoben. Nach dem Umbau sind die Red Falcon und die Red Osprey mit 4.128 BRZ, die Red Eagle mit 4.075 BRZ vermessen. Die Tragfähigkeit der Schiffe unterscheidet sich geringfügig.
Während des Umbaus wurde die Fähre, die sich in der Werft befand, durch die 1976 gebaute und deutlich kleinere Bergen Castle ersetzt, die Red Funnel für diesen Zweck in Norwegen gekauft hatte.
Bei allen drei Schiffen wurde in den 2010er-Jahren der Passagierbereich modernisiert und teilweise umgebaut – bei der Red Falcon 2014, bei der Red Osprey 2015 und bei der Red Eagle 2018. Neben anderen Modernisierungen wurde die Anzahl der Sitzplätze erhöht. Dazu wurden u. a. zwei Lounges oberhalb des vorhandenen Passagierdecks eingebaut. Die Stahlarbeiten wurden an Land durchgeführt und die vorbereiteten Lounges mit Kranen auf das Deck gehoben.
Die beiden durchgehenden Autodecks sind jeweils über landseitige Rampen zu erreichen. Das auf dem Hauptdeck liegende Autodeck, auf dem auch Lkw und Busse befördert werden können, verfügt über fünf Fahrspuren. Vier der Fahrspuren sind 80,4 Meter lang, die fünfte ist 66,2 Meter lang. Die Fahrspuren sind jeweils 2,5 Meter breit. Die nutzbare Höhe beträgt 4,9 Meter. Die maximale Achslast auf dem Hauptdeck beträgt 12 t. Die Rampe, über die das Deck zu erreichen ist, ist 7,8 Meter breit. Über dem Autodeck befindet sich ein Mezzanin-Deck, das hydraulisch heruntergefahren werden kann. Dadurch verringert sich die nutzbare Höhe auf dem Hauptdeck auf 2,7 Meter. Das Mezzanin-Deck ist geteilt; beide Teile können nach Bedarf unabhängig voneinander genutzt werden. Das Deck stellt vier jeweils 43,5 Meter lange und 2,5 Meter breite Fahrspuren zur Verfügung. Die nutzbare Höhe beträgt 2,0 Meter.
Das obere, durchgehende Autodeck verfügt über fünf Fahrspuren. Vier der Fahrspuren sind zwischen 78 und 88,7 Meter lang, die fünfte Fahrspur ist baulich bedingt geteilt und stellt weitere 35 und 15,8 Meter zur Verfügung. Die Fahrspuren sind 2,5 Meter breit, die nutzbare Höhe beträgt 2,0 Meter. Das obere Autodeck ist ebenfalls über landseitige Rampen zu erreichen, die mit dem Umbau des ersten der drei Fähren an den Fährterminals in Southampton und Cowes errichtet wurden.
Für Passagiere besteht ein seitlicher Zugang auf Höhe des unteren Passagierdecks.
Die Schiffe werden von zwei Achtzylinder-Dieselmotoren von Stork-Wärtsilä (Typ: FHD 240) mit jeweils 1.360 kW Leistung angetrieben. Die Motoren wirken jeweils auf einen Voith-Schneider-Propeller. Die Propeller sind mittschiffs an den beiden Enden der Schiffe angebracht. Sie können synchron oder einzeln gesteuert werden. Die Dienstgeschwindigkeit der Schiffe beträgt rund 12 kn. Für die Stromerzeugung an Bord stehen drei Dieselgeneratoren zur Verfügung.

## Schiffe
| Raptor-Klasse | Raptor-Klasse | Raptor-Klasse | Raptor-Klasse             |
| Bauname       | Baunummer     | IMO-Nummer    | Stapellauf Ablieferung    |
| ------------- | ------------- | ------------- | ------------------------- |
| Red Falcon    | 606           | 9064047       | Oktober 1993 Februar 1994 |
| Red Osprey    | 607           | 9064059       | April 1994 September 1994 |
| Red Eagle     | 611           | 9117337       | November 1995 April 1996  |

Die Schiffe fahren unter der Flagge des Vereinigten Königreichs. Heimathafen ist Southampton.